# Auletobius variipennis
Auletobius variipennis là một loài bọ cánh cứng trong họ Rhynchitidae. Loài này được Lea miêu tả khoa học năm 1909.